# Cymodusa montana
Cymodusa montana là một loài tò vò trong họ Ichneumonidae.